# 필립 샤프
필립 샤프(Philip Schaff, 1819년 1월 1일 ~ 1893년 10월 20일)는 스위스에서 태어나 독일에서 교육받은 개신교 신학자이며 교회역사가이며 성인 생활 중 대부분을 미국에서 생활하고 교육하는데 보냈다.

## 생애
샤프는 스위스 쿠어에서 태어나 슈투트가르트 김나지움(독일의 중등 교육기관)에서 교육 받았다. 그는 튀빙겐, 할레, 베를린의 대학에서 튀빙겐 학파의 창설자 페르디난트 크리스티안 바우어, 슈미트, 프리드리히 아우구스트 톨룩, 율리우스 뮐러, 다비드 스트라우스, 요한 아우구스트 빌헬름 네안더 등에게 영향을 받았다.
1841년 베를린 대학에서 박사 학위 및 교수직을 위한 시험에 합격했고, 1842년부터 교회 역사의 강의를 시작했다.

## 데이비드 샤프
아들 데이비드 슬라이 샤프는 교회사 교수이자 개신교 성직자였다. 데이비드는 1987년 아버지의 전기를 썼다.

## 저서
- History of the Christian Church (8 vol.) (1858-1890)
- Creeds of Christendom (3 vol.)
- The Principles pf Protestantism (1845) : 필립 샤프는 이 책에서 미국의 종교가 두가지의 질병에 감염되었다고 말했다. 그것은 이성주의와 분파주의였다. 일방적인 잘못된 주관주의로 목적의 권위로부터의 탈피였다.[2] 여기서 샤프는 헤겔의 역사모델을 갖고, 신학의 역사에 적용을 하였다. 신학은 한 개의 최종의 합성(synthesis)으로 간주되어야 하며 "개혁은 아직 미완성으로 보아야 하며, 주관적인 것이 객관적인 것과 화해를 가져오도록 연합하는 결과를 가져와야 한다"라고 주장하였다. 이렇게 함으로, 그는 개신교주의의 주관적인 면과 로마 가톨릭 교회의 객관적인 면이 재결합 함으로 관대한 에큐메니즘으로 로마 가톨릭으로 나가야 한다고 주장하였다.

### 번역된 저서
- 필립샤프 교회사 전집 세트 (전 8권) (크리스천다이제스트, 2016)

## 같이 보기
- 샤프-헤르조그 기독교 백과사전